# Iseyin
Iseyin es una localidad del estado de Oyo, en Nigeria, con una población estimada en marzo de 2016 de 359 100 habitantes.
Se encuentra ubicada al suroeste del país, cerca de la ciudad de Lagos, de la costa del golfo de Guinea y de la frontera con Benín.